# Roger de Mortemer
Roger de Mortemer también Roger de Warenne (Mortemer-en-Brai, c. 1022-Saint-Valery-en-Caux c. 1080), fue un noble normando, señor de Saint-Victor-en-Caux, Mortemer-sur-Eaulne y Wigmore. Su genealogía es incierta, pero los anales le identifican como hijo del obispo Hugo de Ivry (Latín: Guillelmo filio Rogerii filii Hugonis episcopi). Es el primer referente de la familia de Mortemer, y hombre confianza del duque Guillermo II de Normandía. Recibió la custodia del castillo de Mortemer (Sena Marítimo) que marcaba la frontera del Ducado de Normandía, en el camino de Amiens. Sus propiedades se extendían por todo País de Caux. Por ese tiempo rinde homenaje y se convierte en vasallo de Raoul, conde de Valois. En 1054 el rey Enrique I de Francia invadió Normandía, el conde Raoul fue capturado después de la batalla de Mortemer y pese a las implicaciones políticas, Roger le libera. El duque Guillermo consideró aquel acto como un error imperdonable, casi un acto de traición, por lo que es desterrado. Tiempo después se reconcilió con el duque Guillermo y recuperó la mayoría de sus posesiones, a excepción de unos pequeños feudos y el castillo de Mortemer que fue confiado a Guillermo de Warenne. Acompañó a Guillermo durante la conquista normanda de Inglaterra y recibió vastas propiedades.

## Herencia
Se casó con Hawise, una rica heredera de tierras en la diócesis de Amiens. Fruto de esa relación nació Raúl de Mortimer.